# Otto Kuusinen
Otto Ville (Wilhelm) Kuusinen (Отто Вильгельмович Куусинен) (Laukaa, Finlàndia, 1881 – 17 de maig de 1964, Moscou) fou un polític, historiador i poeta finlandès. Va fundar el partic comunista finlandès i va tenir un paper prominent en el partit comunista i el Comitè central de la Unió Soviètica. És un dels teòrics més destacats del marxisme-leninisme, en qui primer el mateix Lenin i després Stalin s'hi van recolzar per donar una justificació doctrinal a llur política.
Va participar en la Guerra Civil Finlandesa en el bàndol comunista i després va fugir cap a Rússia. A més de les seves missions oficials, també tenia un paper important en les missions secretes de la xarxa dels spetsnaz.

## Biografia
Er el fill d'un pobre sastre en un poble rural. Sa mare va morir poc després del seu naixement Des de 1900 va estudiar estètica, filosofia i història de l'art a Helsinki. No era gaire actiu en els moviments estudiantins, com que havia de treballar per pagar els estudis. El 1902 va casar-se amb Saima Pauliina Dahlström amb qui va tenir sis fills. Saima no el va seguir en l'exili. També va tenir afers, va cohabitar amb Aino Sarola a Moscu i el 1936 va casar-se amb Maria Amiragova.
El 1906 va enderrocar el secretari del Partit Social Demòcrata de Finlàndia. Fou membre del parlament finlandès entre 1908 i 1913. Quan la república socialista que va fundar fos derrotada en la guerra civil de 1918, Kuusinen va escapar a Moscou i va ajudar a formar el Partit Comunista Finlandès. A la Unió Soviètica, va continuar el seu treball com a líder prominent de la Internacional Comunista. A Finlàndia, una facció més moderada dels socialdemòcrates sota el lideratge de Väinö Tanner fou reconeguda novament. L'opinió pública finlandesa considerava que Kuusinen i els seus seguidors havien sigut responsables per al vessament de sang durant la guerra civil. Tornava d'amagatotis, disfressat de dona, per fundar de nou el Partit socialista obrer finlandès.
Durant la Gran Purga dels anys 30 a la Unió Soviètica, molts socialistes refugiats a Rússia van ser executats. Kuusinen va escapar de l'ona de persecució estalinista. Això va deteriorar encara més la seva reputació a Finlàndia. L'Exèrcit Roig va començar la Guerra d'Hivern el 30 de novembre de 1939. Des de Terijoki, el primer poble «alliberat» segons la propaganda russa, Kuusinen amb un equip d'il·lustres desconeguts, el primer de desembre es va proclamar president del govern titella de la República Democràtica de Finlàndia, de fet creat per Stalin en un intent de fer parer legal la invasió russa. L'endemà mateix, hi va signar un pompós «Tractat d'assistència recíproca i amistat amb l'Unió Soviètica». El nou «govern» conjecturava «alliberar» Hèlsinki, amb l'ajut de l'exèrcit Roig amb prou feines en deu dies. No obstant això, en veure's forçats els soviètics a renunciar a ocupar tota Finlàndia, el governet de Kuusinen va ser dissolt. Ell va fugir per segona vegada va esdevenir secretari del Soviet Suprem de la República Socialista Soviètica Carelo-Finlandesa fins que el 1956 fou annexada a la regió autònoma que equival a l'actual República de Carèlia de la Federació Russa.
La col·laboració de Kuusinen amb els soviètics durant la guerra va segellar de forma definitiva la negativa opinió que en tenien els finlandeos, a més els mateixos socialistes del seu país li van donar l'esquena i el van considerar un traïdor. El menyspreu era recíproc. Persones que el van conèixer de prop van declarar que, des del seu exili el 1919, Kuusinen na parava de criticar el seu poble. Després de fugir a la Unió Soviètica per segona vegada, Kuusinen va esdevenir un oficial influent en l'administració estatal. Va organitzar una xarxa d'espionatge eficaç als països escandinaus, i al mateix temps va dirigir l'entrenament de les unitats militars que hi havien de dur a terme actes de terrorisme. Fou membre del Politburó. Com a conseller ideològic i negre de Stalin va escriure molt dels articles atribuïts al mateix Stalin. Kuusinen va continuar treballant quan Nikita Khrusxov va arribar al poder. Va ser Secretari del Cómite Central de Partit Comunista Rus entre 1946 i 1953, i després entre 1957 i 1964. Kuusinen fou un dels editors dels Fonaments del Marxisme-Leninisme, considerat un dels escrits fonamentals en el Materialisme dialèctic i el Leninisme. Al Kremlin, Kuusinen era considerat un polític liberal, i segons certes fonts hauria sigut uns dels pioners de la perestroika.
Mentre editava un nou programa per al «desenvolupament ràpid de l'agricultura, la indústria i la tecnologia» Kuusinen va desenvolupar un concepte de la dictadura del proletariat, rebutjada pels ideòlegs més conservadors.
Kuusinen va morir a Moscou el 17 de maig de 1964. Les cendres van ser enterrades en la Necròpoli situada en un mur del Kremlin.
Kuusinen va ser nomenat Heroi del Treball Socialista i va rebre l'Orde de Lenin en quatre ocasions.

## Reconeixement
El 1958 Kuusinen fou elegit membre de l'Acadèmia Soviètica de Ciències. Al districte Khodynki de Moscou, on hi ha la seu del Departament Central d'Intel·ligència (GRU), un dels carrers més importants porta el seu nom.